# Seguretat en la telefonia mòbil
La telefonia mòbil es caracteritza per ser un sistema de comunicació molt difós a causa del seu fàcil accés, connectivitat i versatilitat. Els telèfons intel·ligents compten amb sistemes operatius similars a un ordinador, i tenen com a avantatges de l'ús de xarxes geogràficament distribuïdes a escala global. Però aquest avantatge comporta un desavantatges, ja que això els fa vulnerables als riscos derivats per virus o atacs informàtics.

## El mòbil és com un mini ordinador
L'ús dels recursos digitals multimèdia en els telèfons intel·ligents, requereix que les aplicacions siguin similars a les d'un ordinador. Amb això s'aconsegueix compatibilitzar el funcionament i l'intercanvi entre diferents plataformes. El mòbil ha de ser tractat amb totes les precaucions de seguretat i l'ús al moment de navegar o descartar informació que prové de llocs sense garanties de seguretat.

## La importància de la seguretat
Els usuaris del telèfons mòbils han augmentat en els últims anys a causa de la gran varietat d'aplicacions que poden instal·lar. Aproximadament el 60,8% tenen un telèfon intel·ligent. La navegació i l'intercanvi d'informació a Internet es veu beneficiada per la millora de les xarxes sense fil (Wi-Fi), facilitant l'enviament i la recepció de correus electrònics en qualsevol moment, així com la realització de diverses transaccions en línia.
Per garantir un funcionament correcte del dispositiu, és essencial estar ben informat sobre els avantatges i els inconvenients respecte a les prestacions que ofereix el telèfon. També cal considerar que al mateix temps que el que ens manté comunicats ens exposa a perills, quan aquest és utilitzat o intervingut sense el nostre permís. Les conversacions telefòniques o els missatges de text poden contenir informació confidencial i sensible, la qual podria ser escoltada o llegida per altres a escala global quan el mòbil es troba connectat a Internet. Per això és important dur a terme algunes mesures de seguretat per protegir el dispositiu i la informació continguda en ell.

### Incidents de seguretat
Les amenaces a què estan exposats els telèfons mòbils són:
- Pèrdua o robatori del dispositiu.
- Infeccions per virus o Malware via e-mail, Botnets, Hoaxes, Spam, Rootkits.
- Robatori d'informació via Bluetooth.
- Suplantació d'identitat o Spoofing.
- Accés a dades confidencials de converses, imatges o vídeos.
- Infecció en accedir a falsos codis QR publicitaris.

### Tipus de Malware en els Smartphones
El tipus de Malware que més s'ha propagat l'any 2012 es pot classificar de la següent manera:
| Malware               | Característiques |
| --------------------- | --- |
| 1.TroiansSMS          | El disseny del troià com Malware o virus informàtic permet al seu creador tenir accés remot a un sistema. En aquest cas al sistema operatiu dels telèfons intel·ligents infectats, provocant danys, modificant els privilegis com usuari i podent accedir sense cap restricció, així com el robatori de la informació valuosa per a l'usuari propietari del dispositiu mòbil. Alguns dels troians que s'han detectats són: NetBus, Back Orifice, Back Orifice 2000, Sub7, The KaoS, Bifrost, Bandook, Poison Ivy, entre d'altres. Les accions d'un troià són l'inici i el reiniciat de l'equip per a esborrar, transferir o modificar arxius, robatoris de codis de seguretat i instal·lacions de programes maliciosos, com els Botnets. Els riscos es poden presentar en dos possibles escenaris: A. Malware en aplicacions i videojocs: en aquest escenari, l'usuari descarrega aplicacions i videojocs de fonts no oficials. El malware s'instal·la en el dispositiu mitjançant SMS ocults per extraure informació financera i personal. Busca la llista de contactes i el dispositiu es converteix en part d'un Botnes. Els Botnes coneguts que representen un major perill són: Lethic, Grum, Cutwail (1,2,4,5), Donbot, Festi, Gheg, Kelihos i Maazben. B. Malware en SMS: L'usuari rep un SMS malware en el seu dispositiu que prové d'un altre infectat i reenvia SMS a la seva llista de contactes. Començant així un nou cicle. |
| 2.Mòduls publicitaris | Es presenten com a aplicacions gratuïtes de descàrrega que mostren publicitat i que canvien la pàgina d'inici del dispositiu sense l'autorització de l'usuari. Accedeix a la configuració del telèfon i extrau el número d'identificació IMEI, així com la llista de permisos atorgats i accés a les trucades. Els dos mòduls que actuen d'aquesta manera són Plangton i Hamob (AdWare.AndroidOS.Hamob), els quals només mostren anuncis publicitaris a l'usuari, mentre duen a terme accions malicioses en el dispositiu mòbil. |
| 3. Exploits           | Busquen obtenir els privilegis de súper usuari o root. És a dir, l'usuari root té els permisos per a dur a terme accions en el dispositiu que un usuari comú no pot fer. La principal amenaça d'un Exploit és la presa de control del dispositiu, així com l'accés privilegiat als programes. Es pot presentar de tres formes: remot, local i clientSide. |

### Malware en Sistemes Operatius Android
D'acord amb els laboratoris Kaspersky en el seu butlletí de seguretat del any 2012; les estadístiques van mostrar que el 98.96% del programari maliciós mòbil es va dirigir al sistema operatiu Android.
Seguits amb un menor percentatage el Symbian amb un 0.03%. La identificació del Malware esmentat és la següent:

Trojan.AndroidOS.Plangton.a ||18.27%

Exploit.AndroidOS.Lotoor.p || 0.38%

| Malware en SO Android           | Porcentatge de propagació |
| ------------------------------- | ------------------------- |
| Trojan-SMS. AndroidOS.Opfake.bo | 32.87%                    |
| Trojan-SMS.AndroidOS.FakeInst.a | 16.99%                    |
| Trojan-SMS.AndroidOS.Opfake.a   | 7.17%                     |
| AdWare.AndroidOS.Hamob.a        | 4.29%                     |
| Exploit.AndroidOS.Lotoor.g      | 1.69%                     |
| Trojan-Spy.AndroidOS.Fakeview   | 1.12%                     |
| Exploit.AndroidOS.Lotoor.c      | 0.66%                     |
| Trojan-SMS.AndroidOS.Agent.a    | 0.45%                     |
| Altres                          | 16.11%                    |

### Mesures de seguretat i prevenció de riscos
Algunes recomanacions per incrementar la seguretat i evitar possibles riscos són:
| Tipus de seguretat                                | Mides de seguretat i prevenció |
| ------------------------------------------------- | --- |
| Física                                            | - En reciclar un telèfon mòbil, assegurar-se d'eliminar tot el contingut personal de les memòries. Així s'evita exposar la confidencialitat de l'usuari i la dels seus contactes. |
| Aplicacions i Sistemes Operatius                  | - Comprar i instal·lar aplicacions i programari de pàgines oficials. - Instal·lar i mantenir actualitzat algun anti-virus. - Utilitzar programari deepfreeze, que permet reiniciar i restaurar el sistema en plataformes Microsoft Windows, Mac VOS X i Linux. A fi d'evitar danys causats per programes maliciosos. - Apagar el mòbil a la nit quan no està sent utilitzat, ja que els atacs als sistemes poden ocórrer quan l'usuari no està al corrent del que passa.                 |
| Control dels accessos i del magatzematge de dades | - Utilitzar contrasenyes alfanumèriques o PIN per a l'accés i després de la inactivitat dels dispositius. - Evitar proporcionar informació financera i personal via correu electrònic, conversacions telefòniques o per SMS. - Activar l'encriptació de dades i xifrat de memòries SD. - Fer còpies de seguretat per a restablir el sistema en cas de pèrdues d'informació. - Utilitzar serveis de localització en línia, per evitar l'esborrament de dades en cas de robatori o pèrdua. |

## Protecció multicapa
És necessari l'ús de protocols que cooperen simultàniament per a gestionar les comunicacions. Cada un d'aquests protocols s'encarrega d'una o més capes d'acord amb el model OSI (Open Systems Interconnection), el qual va ser creat per l'Organització Internacional per a l'Estandardització (ISO) l'any de 1984 per poder establir comunicacions entre Equips Terminals de Dades (ETD). En establir comunicacions entre els ETD, s'usen diversos protocols (pila de protocols, ja que aquests no es troben aïllats.
Els atacs informàtics i l'extracció d'informació poden dur-se a terme en algun dels nivells de comunicació entre dispositius. El cost d'implementar un pla de protecció és car i normalment els únics que poden pagar aquests serveis són empreses. És important que els usuaris coneguen de forma general els nivells de comunicació que existixen i així poder determinar algunes mesures de protecció. Aquests nivells o capes s'agrupen en set:
|                    | Nivell OSI | Característiques | Mesures de protecció |
| 1. Física          | Aspectes mecànics, elèctrics i òptics. Tot relacionat amb l'estructura que fa possible la connexió i la transferència de bits entre dispositius. | - Evitar comprar mòbils en botigues no oficials i verificar les credencials al venedor.                                                                             |                      |
| 2. Enllaç de dades | Controla el correcte pas d'informació regulant la velocitat i establint connexions. Proporciona paràmetres de qualitat del servei Qos, detecta i corregeix errades. | - Connectar-se a xarxes Wi-Fi conegudes i segures així com verificar l'apagament i l'inici del Bluetooth només quan es navega en la xarxa.                          |                      |
| 3. Xarxa           | Enrruta i commuta paquets de programari entre dos Host. Aquests poden o no estar ubicats geogràficament en el mateix lloc. La seva funció és la d'assegurar-se que les dades arriben des de l'origen fins al destí.                                                         | - Accedir a Internet a través de contrasenyes proporcionades pel prestador de serveis, així com configurar el mòbil per activar la protecció en línia.              |                      |
| 4. Transport       | Permet als usuaris escollir entre diferents qualitats del servei per establir connexió d'un extrem a un altre. | |                      |
| 6. Presentació     | Assigna una sintaxi a les dades per unir les paraules. Codifica els caràcters gràfics i les seves funcions de control. Selecciona el tipus de terminal i el format per a representar la informació. Les funcions principals són el formateig, xifrat i comprensió de dades. | - Procurar utilitzar un vocabulari senzill i sense contingut o frases que es puguin exposar la confidencialitat dels usuaris.                                       |                      |
| 7. Aplicació       | Permet a l'usuari la interacció amb programes per a l'intercanvi i gestió de dades. | - Utilitzar programes multiplataforma oficials que siguen coneguts i amb garanties de ser segurs. Considerant la compatibilitat entre diferents dispositius mòbils. |                      |

L'1 de gener de 1963 a Nova York, (USA) l'Institut d'Enginyers Elèctrics i Electrònics (IEEE) va ser creat a fi d'estandarditzar i promoure el desenvolpupament i integració dels avanços en TIC, electrònica i ciències en benefici de la societat, ja que els telèfons mòbils es comuniquen per nivells o capes en el model OSI. L'estàndard internacional IEEE 802.11 defineix les característiques i ús d'una xarxa d'àrea local sense fil (WLAN) en els nivells físic i d'enllaç de dades del model. Aquesta xarxa local utilitza tecnologies de radiofreqüència que permeten la mobilitat als seus usuaris sense haver d'estar connectats a Internet per mitjà de cables. Els problemes de seguretat en aquest tipus de xarxes són la connexió no autoritzada de persones amb terminals sense fil semblants a punts d'accés privat. En aquest sentit les mesures de seguretat s'enfoquen en:
1. El Wi-Fi Protected Access (WPA) .
2. El WPA2 com a versió certificada de l'estàndard 802.11i (el qual se centra en protegir la vulnerabilitat actual en la seguretat per a protocols d'autenticació i de codificació).

És convenient verificar l'adquisició d'un dispositiu mòbil que compta amb l'estàndard internacional WAP (Wireless Application Protocol) i WLAN Wi-Fi 802.11 (el qual permet connectar-se a un hotspot local). Cal considerar també que en establir una connexió en un punt calent (hotspot), per mitjà d'accés gratuït o per pagament les connexions continuen sent públiques, ja que es troben en Universitats, hotels, biblioteques, aeroports, cafés, entre d'altres, i que hi ha una àmplia possibilitat de robatori de dades.
Com a mesura addicional de protecció en utilitzar els hotspots públics és recomanable habilitar l'ús de Xarxes Privades Virtuals (RPV), ja que les dades són tractades amb les mesures de seguretat i polítiques de gestió com en una xarxa privada. El tipus d'arquitectura més usada és la RPV d'accés remot, és a dir, els usuaris poden connectar-se des de llocs llunyans a la xarxa local. Els requeriments bàsics de seguretat són:
1. Identificació de l'usuari: verifica la identitat del o els usuaris, per a restringir l'accés a aquells no autoritzats.
2. Xifrat de dades: encriptar dades prèviament al seu enviament en la xarxa, per evitar la lectura no autoritzada. Els algoritmes de xifrat poden ser DÓNES, 3DES i AES.
3. Administració de claus: actualitza de forma regular les claus de xifrat dels usuaris.

## Anti-virus per telèfons intel·ligents
Cal tenir present abans de la instal·lació de qualsevol anti-virus:
- La majoria dels programes requereixen la memorització d'un codi de seguretat per a ser configurats.
- Podrien ser de difícil desinstal·lació, ja que cal l'accés a les opcions avançades del programa.
- Configurar de forma correcta les opcions antirobatoris, ja que algun sistema o individu podria prendre el control remot del dispositiu.
- Fer una còpia de seguretat de les dades personals i fitxers previ a la instal·lació. Així s'evita qualsevol pèrdua de dades en cas d'errors.

L'elecció adequada del millor anti-virus per al mòbil, requereix l'anàlisi prèvia de les seves característiques. Alguns anti-virus són:
| Antivirus                   | Llicència           | Sistema operatiu                               | Funcions |
| --------------------------- | ------------------- | ---------------------------------------------- | --- |
| AVG                         | Freeware            | Windows, Linux, FreeBSD                        | - Ús de widget per a l'accés directe. - Filtrat de SMS. - Gestor de processos. - Protecció contra el robatori.                                                                                                   |
| Avast!                      | Freeware            | Server, Mac, Linux, Palm OS y Android          | - Ús de widget que permet controlar l'aplicació des de l'ordinador. - Filtrat de crides i SMS. - Gestor d'aplicacions. - Tallafoc. - Opcions de control remot en cas de robatori o pèrdua.                       |
| Kaspersky Mobile Security   | Shareware           | BlackBerry, Android, Symbian OS i Nokia        | - Filtrat de trucades i SMS. - Bloqueig o esborrat de dades de forma remota en cas de robatori o pèrdua. |
| WaveSecure                  | Shareware           | BlackBerry, Android, Windows Phone, Symbian OS | - SMS ocults. - Crea còpies de seguretat dels contactes. - Bloqueig de dispositiu i ubicació via web. |
| Lookout Mobile Security     | Shareware           | Android, iOS                                   | - Geolocalització en cas de robatori o pèrdua. - Restauració de dades - Protecció contra el robatori. - Realitza una foto quan s'introdueix malament la contrasenya tres vegades.                                |
| McAfee Mobile Security      | Shareware           | BlackBerry, Symbian OS                         | - Protecció en operacions bancàries per Internet. - Bloqueig Anti-Phishing. - Bloqueig i còpia de seguretat remota. - Filtració de cridades i SMS.                                                               |
| Norton Mobile Security      | Shareware           | Android                                        | - Filtració de cridades i SMS. - Sistema de geolocalització del dispositiu. - Anàlisis del mòbil i targeta SD. - Anti-Phishing. - Còpies de seguretat i restauració de contactes.                                |
| BitDefender                 | Software            | Microsoft Windows, Linux, FreeBSD              | - Control parental. - Protecció de transaccions en línia en xarxes socials. - Magatzem de fitxers en línia. - Protecció contra robatori d'identitat.                                                             |
| ESET (NOD32)                | Shareware           | Windows, Linux, FreeBSD, Solaris, Mac OS       | - Protecció contra robatori. - Anti-Phishing en contrasenyes i dades bancàries. - Escaneig d'arxius al descarregar-se en línia. - Bloqueig de còpia no autoritzada d'arxius que provenen de dispositius externs. |
| Avira Free Android Security | Freeware            | Android                                        | - Filtració de cridades i SMS. - Rastreig d'ubicació. - Bloqueig i esborrament remot. |
| Zoner Mobile Security       | Software            | Android                                        | - Filtració de trucades i SMS. - Detecció de publicitat. - Creació de còpies de seguretat i restauració. - Protecció infantil per a fer cridades. - Protecció contra robatori.                                   |
| Trend Micro                 | Freeware y Software | Android                                        | - Bloqueig i filtrat de pàgines web i de contactes. - Protecció infantil per a fer cridades. - Protecció contra robatori.                                                                                        |

## Patents de seguretat en la telefonia mòbil
Actualment, hi ha gran varietat de patents enfocades a la seguretat de la telefonia mòbil a fi de garantir la integritat de la informació, evitar el robatori del dispositiu a través de la seva ubicació, l'ús d'anti-virus o patrons que són essencials per a brindar un dispositiu segur i fiable per l'usuari.
La patent consisteix a tenir un o més dispositius d'alerta integrats al telèfon mòbil, per exemple, millorar el sistema GPS (quan està actiu consumeix molta bateria) per a rastrejar la ubicació de l'usuari, l'ús de cambra i micròfon per a detectar infractors, el xifrat de la informació per protegir la seva integritat i contingut. A través d'enllaços sense fil entre el dispositiu de seguretat i el telèfon mòbil, s'han de connectar a través d'un enllaç sense fil, preferiblement Wi-Fi o Bluetooth, per a generar una alerta a temps real. La connexió entre el telèfon mòbil i el dispositiu de seguretat és a través de GPRS o IP, en un futur es planteja migrar de GPRS a UMTS, el qual està més orientat als sistemes de telecomunicació universals.